# Červené skaly
Červené skaly je národní přírodní rezervace v oblasti Slovenský ráj.
Nachází se v katastrálním území obce Poráč, Slovinky, Olcnava v okrese Spišská Nová Ves v Košickém kraji. Území bylo vyhlášeno či novelizováno v roce 1981 na rozloze 390,5000 ha. Ochranné pásmo nebylo stanoveno.